# Robert Cambert
Robert Cambert (1628 Paříž – 1677 Londýn) byl francouzský hudební skladatel, zejména oper. Je tvůrcem (spolu s libretistou Perrinem) opery Pomone, která se stala první operou ve francouzském jazyce.

## Život
Robert Cambert se narodil okolo roku 1628 v Paříži, kde studoval hudbu u de Chambonnièra. Roku 1655 se oženil s Marií du Moustier. V tomto čase přichází díky kardinálu Mazarinovi ke královskému dvoru, kde se stal hudebníkem královny matky Anny Rakouské (vdova po Ludvíku XIII., matka Ludvíka XIV.).
Setkal se zde s Pierrem Perrinem, se kterým spolupracuje na několika dílech (např. La Pastorale d'Issy (1659)), a společně fungovali v letech 1669–1672 jako ředitelé Pařížské opery. Po roce 1672 však byli nahrazeni Lullym, jehož velká kariéra právě začínala a prakticky veškerý zájem o Cambertova a Perrinova díla opadl. Proto se Robert rozhodl vycesovat ze země, a nakonec se uchýlil na královském dvoře v Anglii, kde byl vřele přijat králem Karlem II. Po krátké době byl jmenován Mistrem Královské kapely (Master of the King's Band).
Cambert zemřel v Londýně roku 1677.

## Dílo
- Pomone, opera (premiéra: 19. března 1671)
- Les Peines et les Plaisirs de l'amour, opera (premiéra: 8. dubna 1672)